# Pleiogynium
Pleiogynium is een geslacht uit de pruikenboomfamilie (Anacardiaceae). De soorten uit het geslacht komen voor van in Vietnam tot in het zuidelijke deel van het Pacifisch gebied.

## Soorten
- Pleiogynium hapalum A.C.Sm.
- Pleiogynium papuanum C.T.White
- Pleiogynium timoriense (DC.) Leenh.

... · 
Anacardium · 
Bouea · 
Buchanania · 
Cotinus · 
Mangifera · 
Pistacia (Pistache) · 
Protorhus · 
Rhus · 
Schinus · 
Sclerocarya · 
Sorindeia · 
Spondias · 
Toxicodendron · 
...